# Bernhard Zerr
Bernhard Zerr (* 12. Juni 1965) ist ein ehemaliger deutscher Fußballschiedsrichter.

## Leben
Bernhard Zerr lebt in Ottersweier.

## Fußball
Zunächst Jugendspieler beim FV Ottersweier, begann Bernhard Zerr mit 16 Jahren als Schiedsrichter zu pfeifen.
Zerr war ab 1992 Zweitliga-Schiedsrichter und ab 1993 Schiedsrichter der Bundesliga. Zuvor hatte er zwei Jahre in der Verbandsliga und danach drei Jahre in der Oberliga gepfiffen. Er war als Unparteiischer im Profibereich bis 2001 im Einsatz, seine Karriere musste er aufgrund einer Verletzung an der Achillessehne beenden.
Er leitete 80 Spiele in der höchsten deutschen Spielklasse. 28 Spieler verwies er dabei des Feldes, 11-mal pfiff er Strafstoß. In der 2. Liga wurde er 33-mal als Unparteiischer eingesetzt. Hier verhängte er 11 Platzverweise und gab vier Elfmeter.
Zum Stand von 2016 ist er Bezirksschiedsrichterobmann im Bezirk Baden-Baden, welcher zum Südbadischen Fußballverband gehört.